# Український інститут для дівчат у Перемишлі
Украї́нський інститу́т для дівча́т у Пере́мишлі — виховно-освітня установа, постала за ініціативи О. Д. Кордасевича заходами товариства тієї ж назви.
Розташовувався в будинку по вул. Татарська, 2. Будинок зберігся.

## Історія
Перемишльський заклад до 1888 року називалась «Бурса для дівчат русько-католицького обряду», відтоді до 1912 — «Руський І. д. Д.»), що зібрало фонди, збудувало шкільні й житлові будинки й у 1895 році відкрило першу українську дівочу школу з пансіонатом (до 1918 року директор Інституту і школи — М. Примівна, господар М. Крвавичева).
Коли було вирішено збудувати приміщення для школи, цією справою «дуже ревно і щиро» зайнявся член Виділу (Відділення) товариства Г. Цеглинський. Будинок був готовий 1895 р. й цього ж року почав діяти інститут для дівчат.

Грамота на честь закладення наріжного каменя Руського інституту для дівчат у Перемишлі, автор тексту Г. Цеглинський, 1893 р.

З 1896 року діяв як середня школа, у 1903 році вищі класи виділової школи перетворено на ліцей (єдиний у Галичині; директор С. Зарицький, 1910 — Олекса Ярема), а у 1920 році на гімназію гуманістичного типу (директор С. Бобеляк, директор Інституту — М. Бордун, господар Леонід Бачинський).
В інституті вчилися переважно, тільки дівчата із західноукраїнських греко-католицьких родин та представниці світської інтелігенції.
Учениці мали молодіжні організації, «Пласт», спортові й культурно-освітні гуртки (краєзнавчий, «Шкільна поміч», «Шкільна кооператива», «Спартанка»).
Загальна кількість студенток постійно збільшувалася, із 23 учениць у 1896 році до 250 у 1910 році.

## Опікуни
Довголітніми опікунами Інституту були єпископ Костянтин Чехович, у 1920-х роках — Володимир Загайкевич, учитель — Сітницкий Микола.

## Викладачі
В інституті викладали Григорій Цеглинський, Северин Зарицький, Євген Бачинський, Михайло Грушевський, Володимир Коцовський, Олена та Ольга Кульчицькі.

## Відомі випускниці
- Басараб Ольга Михайлівна
- Матейко Катерина Іванівна
- Дужа (Юрчак) Марія Павлівна